# Havensluis
De IJsselhavensluis, maar vaker Havensluis genoemd, bevindt zich in Gouda, in de Nederlandse provincie Zuid-Holland. De sluis werd in 1615 gebouwd als keersluis, omdat er te veel last werd ondervonden van het aangevoerde slib in het water van De Haven. Deze sluis grenst direct, zoals de naam ook al zegt, aan de Hollandsche IJssel. Tot de bouw van deze sluis was de invloed van eb en vloed hier in de stad dus steeds aanwezig. De Donkere sluis, 402 meter verder, was al gebouwd in de 13e eeuw, mogelijk zelfs 11e eeuw en is de oudste sluis van Gouda. Nog eens 382 meter verder lag de Amsterdamse sluis, (van 1436) of vaker het 'Amsterdams Verlaat' genoemd. Deze naam is toepasselijk, omdat Gouda daar in de richting Amsterdam verlaten kan worden.
Deze drie paar keersluisdeuren vormden tezamen een gekoppelde schutsluis van 402+382 meter. Tot in de jaren vijftig van de 20e eeuw lag deze gehele schutkolk soms vol met schepen, die gelijktijdig geschut konden worden. Waren er diepliggende schepen bij, dan moest in twee trappen geschut worden om de sluisdorpels te kunnen passeren.
In 1954 werd aan de buitenzijde van de Havensluis, vanwege de grote wegverkeersdruk ter plaatse, een dam met een duikersluis aangelegd. Hiermee kwam een einde aan de doorgaande scheepvaartroute. De sluisdeuren zijn nog steeds aanwezig en werden gerestaureerd in 1996. Ook het fraaie Tolhuis heeft een functie. Dit is de ambtswoning geweest van de gaarder van de tol van de grafelijkheid.
Een burgerinitiatief, Gouda sterk aan de IJssel, streeft naar het weer opengraven van deze en andere gedempte grachten.

## Externe link

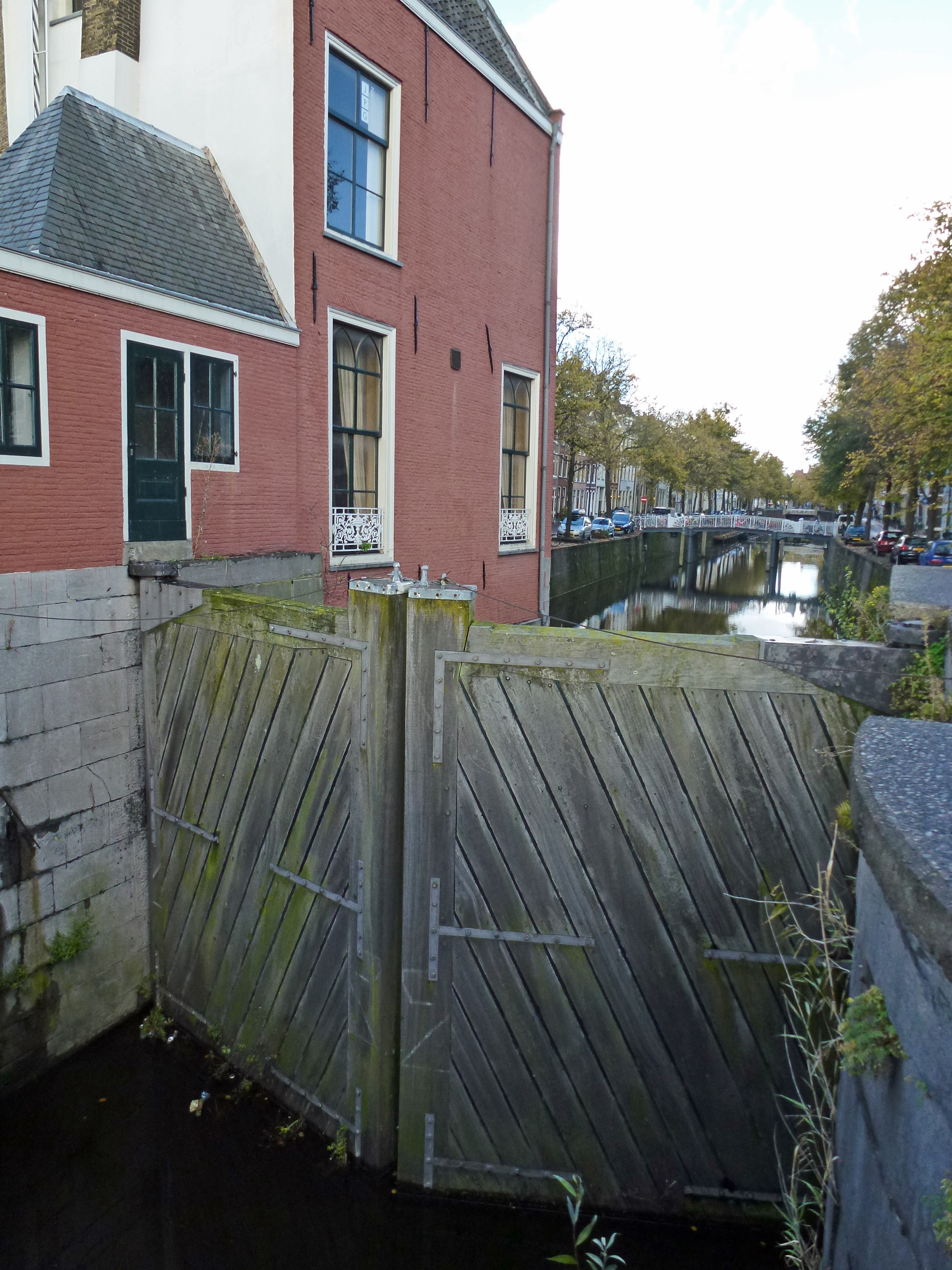
Sluisdeuren van de Havensluis